# Polari
El polari (también parlare, parlary, palare, palarie, palari y parlyaree, del italiano parlare, que significa "hablar") era una lengua informal utilizada por algunos actores, artistas de circo, luchadores profesionales, marinos de la marina mercante, delincuentes, trabajadores sexuales y la subcultura gay en Reino Unido e Irlanda. La base de su vocabulario es el italiano o el sabir a las que se le añadieron palabras de otros idiomas y jergas como el romaní, el yidis o el shelta, además de palabras del inglés modificadas. 
La jerga fue usada y popularizada en los años 1950 y 1960 por los personajes afeminados Julian y Sandy del popular programa de radio de la BBC Round the Horne, aunque sus orígenes pueden rastrearse hasta por lo menos el siglo XIX. Hay diversas opiniones sobre su origen, unos piensan que fue llevado a Inglaterra por marineros que aprendieran la lengua franca del mediterráneo, otros piensan que pudo ser originada por inmigrantes italianos.

## Descripción y uso

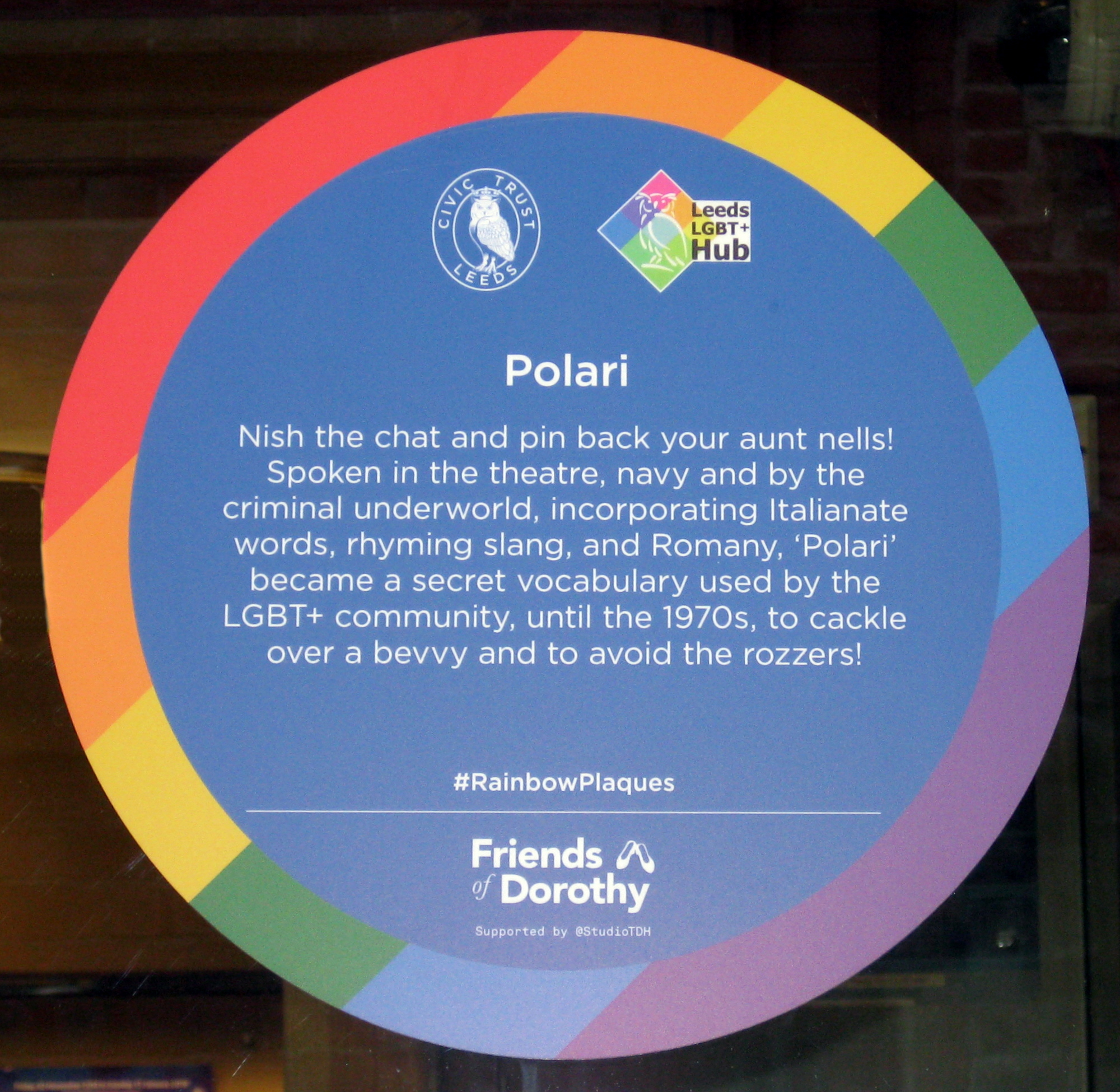
Placa del arco iris en el teatro de variedades de la ciudad de Leeds.

El polari se formó como una mezcla de palabras de lenguas romances (italiano o sabir), romaní, jerga de Londres, Vesre inglés, jerga rimada, jerga de marineros y germanía. Posteriormente se amplió con palabras procedentes del yidis de la subcultura judía asentada en el East End de Londres, de las fuerzas armadas de EE. UU. (presentes en Reino Unido durante la Segunda Guerra Mundial) y de los consumidores de drogas de los años 1960. Era una forma de lenguaje en constante desarrollo con un núcleo de unas veinte palabras principales (incluyendo bona, ajax, eek, cod, naff, lattie, nanti, omi, palone, riah, zhoosh (tjuz), TBH, trade y vada) con unos 500 términos menos conocidos más.
El polari carecía de estructuras gramaticales propias y las frases se formaban por la mera sustitución de palabras en las estructuras inglesas. Ejemplo:
- Polari: How bona to vada your eek!
- Inglés: How nice to see your face! o Nice to see you!
- Español: la traducción literal es ¡Qué agradable es ver tu cara!, significando ¡Me alegra verte!,  ¡Qué gusto verte!

El polari se usaba en la marina mercante, el mercado de pescado de Londres, por los feriantes, la gente del circo (de aquí los préstamos del romaní), el teatro y de la subcultura gay. 
El polari era usado por los homosexuales para disimular sus actividades, entonces ilegales, ante posibles extraños hostiles (incluidos los policías encubiertos), además de porque muchos de ellos trabajaban en el teatro y la industria del entretenimiento (como los circos y las ferias) donde se usaba y es otro posible origen de la jerga. El parlyaree, una jerga similar, se hablaba en las ferias al menos desde el siglo XVII entre los feriantes y continúa siendo usada en los espectáculos ambulantes de Inglaterra y Escocia.
Aunque principalmente se usó por los homosexuales como lenguaje críptico para ocultarse y no ser entendidos por los demás, también fue usado por algunos individuos, como medio de afirmar su identidad.

## Declive

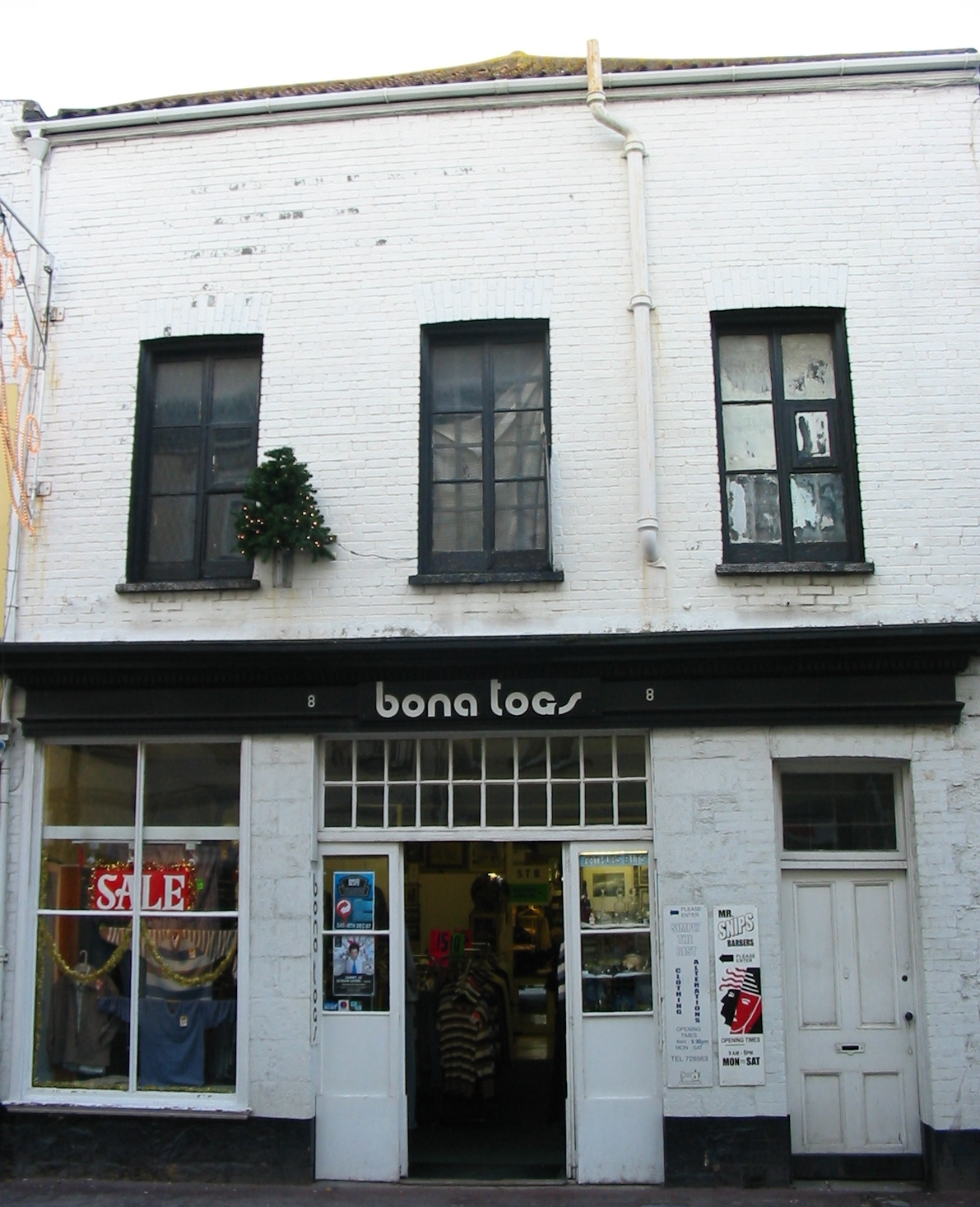
Bona Togs, nombre de tienda en Polari.

Excepto en el ambiente de las ferias y los circos, donde el polari permaneció apartado de la subcultura gay, esta jerga empezó a caer en desuso al final de los años 1960. La popularidad de los personajes Julian y Sandy del programa radiofónico Round the Horne hizo que el significado de sus términos dejara de ser un secreto, perdiendo su principal función. Además, los activistas gais de los años 1970 lo consideraron algo degradante, segregador y políticamente incorrecto (por haber sido usado frecuentemente para cotillear, criticar a la gente o tratar asuntos sexuales).

## Préstamos al inglés estándar
Varias palabras del polari se popularizaron y pasaron a ser usadas en la jerga inglesa general como:
- Naff
- Zhoosh
- Cottaging
- Balonie
- Bevvy

## Vocabulario principal
| Polari             | Español                                               | Observaciones                                                 |
| ------------------ | ----------------------------------------------------- | ------------------------------------------------------------- |
| AC/DC              | bisexual                                              |                                                               |
| Ajax               | cerca                                                 | de adjacent, yacer junto a                                    |
| Álamo              | excitado por ti/él                                    |                                                               |
| Aunt nell          | oír, escuchar                                         |                                                               |
| Aunt nells         | orejas                                                |                                                               |
| Aunt nelly fakes   | pendientes, aretes                                    |                                                               |
| Balonie            | basura                                                |                                                               |
| Barney             | pelea                                                 |                                                               |
| Basket             | paquete, bulto de los genitales masculinos en la ropa |                                                               |
| Batts              | zapatos                                               |                                                               |
| Bevvy              | bebida                                                |                                                               |
| Bibi               | bisexual                                              |                                                               |
| Bitch              | hombre afeminado/gay pasivo                           |                                                               |
| Bijou              | pequeño                                               | en francés significa joya o bonito                            |
| Blag               | ligar                                                 |                                                               |
| Blue               | homosexual                                            | usada como código secreto                                     |
| Bod                | cuerpo                                                | del inglés body, también Lacoddy                              |
| Bold               | osado, atrevido                                       |                                                               |
| Bona               | bueno                                                 | bona nochy - buenas noches                                    |
| Bonaroo            | fantástico, excelente                                 |                                                               |
| Bungery            | bar                                                   |                                                               |
| Butch              | masculino/lesbiana de apariencia masculina            |                                                               |
| Buvare             | bebida                                                | del italiano bere o bevere beber o del sabir bevire           |
| Cackle             | hablar/cotillear                                      |                                                               |
| Camp               | afeminado                                             |                                                               |
| Capello/capella    | sombrero                                              | del italiano cappello                                         |
| Carsey             | retrete                                               | también escrito khazi                                         |
| Carts/cartso       | pene                                                  | del italiano cazzo                                            |
| Cats/kaffies       | pantalones                                            |                                                               |
| Charper            | buscar/investigar                                     |                                                               |
| Charpering omi     | policía                                               |                                                               |
| Chaver             | practicar sexo/contacto sexual                        | del italiano chiavare (follar)                                |
| Chicken            | joven                                                 | en inglés significa pollo                                     |
| Clobber            | ropa                                                  |                                                               |
| Cod                | ordinario, hortera, malo, de mal gusto                |                                                               |
| Cottage            | baño público                                          | en la época los urinarios solían tener forma de casa          |
| Cottaging          | ligar o tener sexo en los servicios públicos          |                                                               |
| Cove               | amigo                                                 |                                                               |
| Crimper            | peluquero                                             |                                                               |
| Dally              | amable, dulce                                         | posiblemente una pronunciación alternativa de dolly           |
| Dilly boy          | prostituto masculino                                  |                                                               |
| Dinarly            | dinero                                                | a través de la forma derivada "dinari"                        |
| Dish               | culo, nalgas                                          |                                                               |
| Dog and bone       | teléfono                                              | también palare pipe                                           |
| Dolly              | guapo, bonito, agradable                              |                                                               |
| Dona               | mujer                                                 | del italiano donna o del sabir dona                           |
| Dorcas             | al que le importa                                     | the Dorcas society era una asociación femenina de caridad     |
| Drag               | ropa femenina                                         |                                                               |
| Doss               | cama                                                  |                                                               |
| Ecaf               | cara                                                  | face al revés                                                 |
| Eek                | cara                                                  | abreviación de ecaf                                           |
| Ends               | pelo                                                  | también riah                                                  |
| Esong              | nariz                                                 | nose al revés                                                 |
| Fantabulosa        | fabuloso/maravilloso                                  |                                                               |
| Feele/freely/filly | niño/joven                                            |                                                               |
| Fruit              | marica                                                |                                                               |
| Funt               | libra                                                 |                                                               |
| Gelt               | dinero                                                | proveniente del yidis                                         |
| Glossies           | revistas                                              |                                                               |
| Handbag            | dinero                                                |                                                               |
| Hoofer             | bailarín                                              |                                                               |
| Homy polone/HP     | hombre gay afeminado                                  |                                                               |
| Jarry              | comida                                                | también mangarie                                              |
| Jubes              | pechos                                                |                                                               |
| Khazi              | retrete                                               | también escrito carsey                                        |
| Lacoddy            | cuerpo                                                |                                                               |
| Lallies/lyles      | piernas                                               |                                                               |
| Latty/lattie       | habitación, casa o piso                               |                                                               |
| Lills              | manos                                                 | también martinis                                              |
| Lilly              | policía                                               | de Lilly law                                                  |
| Lucoddy            | cuerpo                                                |                                                               |
| Luppers            | dedos                                                 |                                                               |
| Langarie           | comida                                                | del italiano mangiare o del sabir mangiaria                   |
| Martinis           | manos                                                 |                                                               |
| Measures           | dinero                                                |                                                               |
| Meese              | soso, feo                                             | del yidis meeiskeit - repulsivo, despreciable, abominable     |
| Meshigener         | loco                                                  | del yidis y hebreo מְשֻׁגָּע - loco                                |
| Metzas             | dinero                                                |                                                               |
| Mince              | andar afectado                                        |                                                               |
| Naff               | horrible, aburrido, hetero                            |                                                               |
| Nanti              | no/nadie                                              |                                                               |
| Nishta             | no/nada                                               | del yidis y hebreo נישטא - no hay                             |
| Ogle               | mirar/admirar                                         |                                                               |
| Ogles              | ojos                                                  |                                                               |
| Oglefakes          | gafas                                                 |                                                               |
| Omi                | hombre                                                |                                                               |
| Omi-palone         | hombre afeminado/homosexual                           |                                                               |
| Onk                | nariz                                                 | también conk                                                  |
| Orbs               | ojos                                                  |                                                               |
| Palare pipe        | teléfono                                              |                                                               |
| Palliass           | espalda                                               |                                                               |
| Park               | dar                                                   |                                                               |
| Plate              | pie/hacer una felación                                |                                                               |
| Palone             | mujer                                                 |                                                               |
| Palone-omi         | lesbiana                                              |                                                               |
| Pots               | dientes                                               |                                                               |
| Remould            | cambio de sexo                                        |                                                               |
| Riah/riha          | pelo                                                  | hair al revés                                                 |
| Riah zhoosher      | peluquero                                             |                                                               |
| Scarper            | escapar                                               | del italiano scappare o de la jerga rimada Scarpa flow, to go |
| Schlumph           | beber                                                 |                                                               |
| Schmutter          | ropa                                                  | del yidis schmatte trapo, harapo                              |
| Scotch             | pierna                                                | scotch egg=leg                                                |
| Screech            | boca, hablar                                          |                                                               |
| Sharpy             | policía                                               |                                                               |
| Sharpy polone      | mujer policía                                         |                                                               |
| Shush              | sisar/robar                                           |                                                               |
| Shyker/shyckle     | peluca                                                | mutación del yidis sheitel                                    |
| Slap               | maquillaje                                            |                                                               |
| So                 | homosexual                                            | de "Is he 'so'?" (¿él es así?)                                |
| Stimps             | piernas                                               |                                                               |
| Stimpcovers        | calcetín, media                                       |                                                               |
| Strides            | pantalones                                            |                                                               |
| Strillers          | piano                                                 |                                                               |
| Switch             | peluca                                                |                                                               |
| Thews              | cosas                                                 |                                                               |
| Tober              | carretera, camino                                     |                                                               |
| Todd               | solo                                                  | también sloanne                                               |
| Tootsie trade      | sexo entre dos homosexuales pasivos                   |                                                               |
| Trade              | sexo, compañero sexual potencial compañero sexual     |                                                               |
| Troll              | caminar en busca de sexo                              |                                                               |
| Vada/vader         | ver                                                   | del italiano - vedere vardered, vardering - pasado, gerundio  |
| Vera               | ginebra                                               | también lynn                                                  |
| Vogue              | cigarrillo                                            |                                                               |
| Vogueress          | mujer fumadora                                        |                                                               |
| Willets            | pechos                                                |                                                               |
| Yews               | ojos                                                  | del francés yeux                                              |
| Zhoosh             | peinado/estilismo/arreglarse                          |                                                               |
| Zhooshy            | vistoso                                               |                                                               |